# Linia kolejowa Rostock – Tribsees/Tessin
Linia kolejowa Rostock – Tribsees/Tessin – lokalna linia kolejowa w Meklemburgii-Pomorzu Przednim. Odcinek z Sanitza do Tribsees został zdemontowany.